# Порфирій Василь Підручний
Порфи́рій Підру́чний (хресне ім'я Васи́ль, порт. Porfirio Basílio Pedruche; нар. 3 січня 1941, Ґонсалвес Жуніор (нині у складі містечка Іваї), штат Парана, Бразилія) — священник Української греко-католицької церкви, історик церкви і Василіянського Чину, доктор церковної історії, археограф, співробітник «Записок Чину св. Василія Великого», душпастир і настоятель храму Христа Царя при монастирі василіян у Римі. Генеральний секретар, радник, вікарій і економ Василіянського Чину. Лауреат премії Міжнародного академічного рейтингу «Золота Фортуна» (2007).

## Життєпис
Народився у Бразилії 3 січня 1941 року в селі, яке українські емігранти назвали Українська вулиця, що біля містечка Іваї (нині у складі Іваї). Батьки — Петро Підручний (1915—1966), син Теодора, вихідця із с. Загір'я (тепер Зборівський район Тернопільської області), а мати — Розалія з дому Леуш (1921—1988); брати Теодор (1943 р. н.) і Йосиф (1958 р. н.).
Початкову школу в 1947—1950 роках закінчив Василь Підручний у Іваях, а з 1951 до 1955 навчався в Малій семінарії ім. св. Йосифа в Прудентополі, яку провадили оо. Василіяни. 15 січня 1956 року вступив до Василіянського Чину на новіціят у Іваях. На монаших облечинах 29 вересня 1956 року отримав василіянський габіт і нове монаше ім'я Порфирій — в честь святителя Порфирія, архиєпископа Газького (день спогадування 26 лютого н.ст./11 березня ст. ст.). 30 січня 1958 року склав перші обіти у Василіянському Чині, після чого був призначений на студії гуманістики в Іваях. 26 січня 1961 року переїхав до монастиря Різдва Пресвятої Богородиці в Куритибі для навчання в архидієцезальній духовній семінарії «Цариця апостолів» (порт. Rainha dos Apóstolos). 30 січня 1962 року склав монашу професію вічних обітів у Василіянському Чині. На початку жовтня 1962 виїхав з Куритиби до Рима на подальші богословські студії.
Вивчав богослов'я в Папському Григоріянському університеті й завершив його ліценціатом з догматики. На початку серпня 1966 року повернувся до своєї провінції для підготовки до священничих свячень. В лютому 1967 року — 11 і 19 лютого, в Куритибі бр. Порфирій отримав піддияконські й дияконські свячення з рук владики Йосифа Мартинця, ЧСВВ, а священниче рукоположення — 9 квітня 1967 року теж з рук владики Йосифа, але вже в рідних Іваях. Деякий час працював на різних парафіях у Бразилії: в Антоніо Олінто, у Прудентополі, в Куритибі, звідки доїжджав з духовною обслугою до ближчих парафіяльних осередків.
У жовтні 1967 року о. Порфирій Підручний знову виїхав на студії до Рима і записався на відділення богослов'я духовності (лат. theologia spiritualis) богословського факультету Папського Григоріянського університету. Одночасно зі студіями в Ґреґоріянум, починаючи з 1968 року відвідував курси з історії Церкви на Папському східному інституті, де написав і захистив тезу до ліценціату на тему «Церковні події в Україні в 1917 р. та їх відгомін на Всеросійському Православному Соборі». Продовжив навчання на докторантських студіях у тому ж навчальному закладі і опрацював тему про василіянське законодавство від часів митрополита Йосифа Велямина Рутського і аж до новітнього періоду («Нарис законодавства Василіянського Чину Святого Йосафата (1605—1969)»), яку захистив 12 червня 1976 року.
У Василіянському Чині виконував уряди — Генерального секретаря (1976—1988, січень-жовтень 2001), Генерального радника (1982—1992, 1993—1996, 2004—2012), Генерального вікарія (1996—2000), Генерального економа (2000—2006, від 2010 і до 2 грудня 2015).

### Наукова та видавнича діяльність

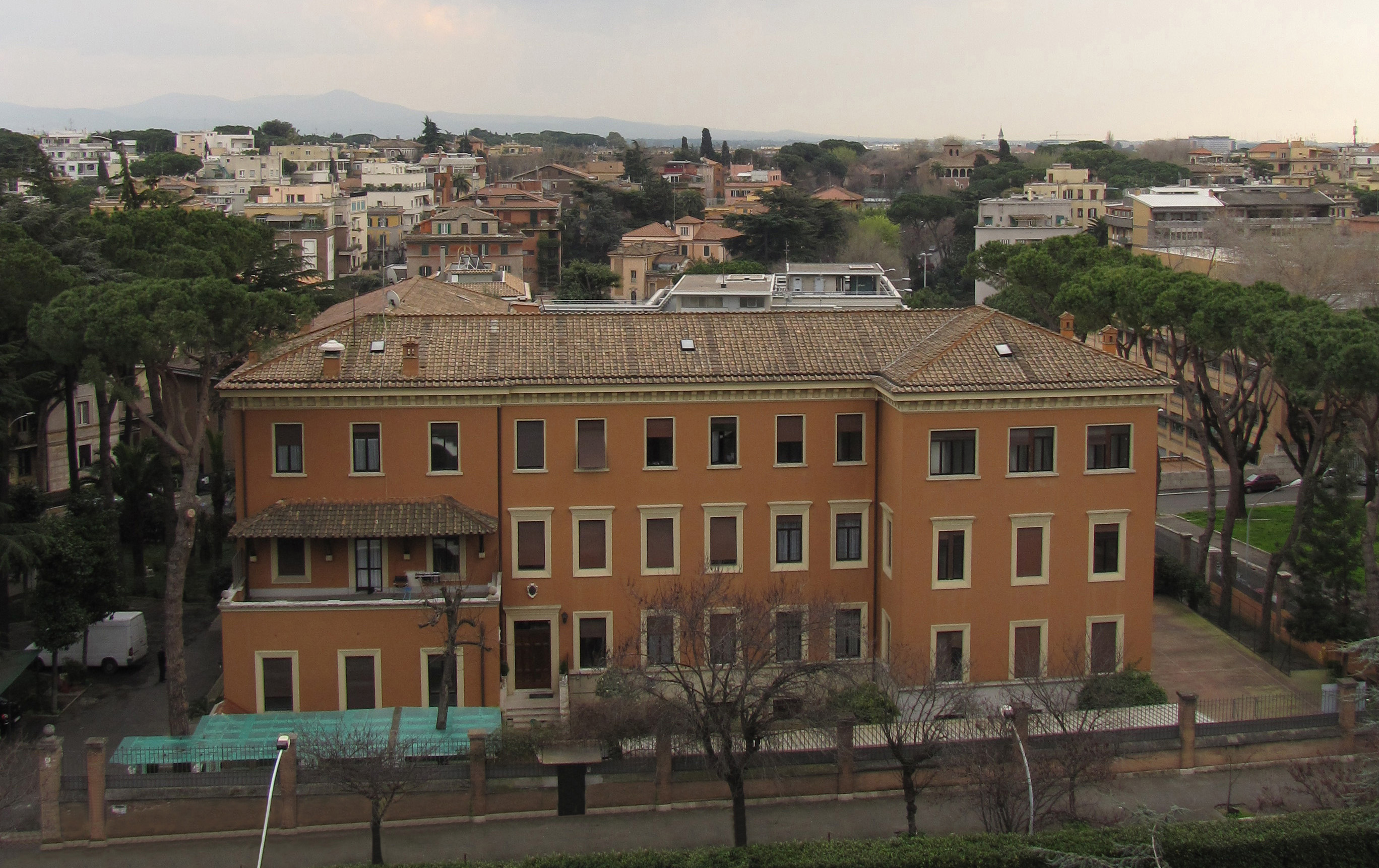
Василіянський монастир і осідок Генеральної курії в Римі, в 1940–1990-ті роки — центр науково-видавничої діяльності Василіянського Чину

Ще зі студентських років Порфирій Підручний був залучений до науково-дослідницької та видавничої праці у василіянському видавництві в Римі. Під керівництвом о. Атанасія Великого як співредактор понад 20 років збирав документи в римських і ватиканських архівах, які були видані в І-й секції «Записок ЧСВВ»: «Листи митрополитів» (1 том), «Листи єпископів» (4 томи), «Листи Апостольських нунціїв» (1 том), «Листи василіян» (2 томи). У ІІ-й секції «Записок» помістив чимало цікавих статей з історії Василіянського Чину: про митрополита Йосифа Велямина Рутського, початки Добромильської реформи, про Дубенську капітулу, Генеральну курію ЧСВВ в Римі, нарис історії Василіянського Чину від Берестейської унії до 1743 року та ін. Був редактором III-ї секції «Записок ЧСВВ» і секретарем Видавничої Колегії та секретарем цілої редакції «Записок» і видав XII—XV томи з ІІ-ї секції (1985, 1988, 1992 і 1996). Як секретар редакції виконував він теж роботу технічного редактора. Видав декілька книжок в серії «Українська Духовна Бібліотека» (без зазначення імені). Досліджував по-василіянські архівні збірки України, Білорусі та Росії, куди здійснив кілька науково-пошукових «експедицій».
Був учасником різних конференцій присвячених історії Української Греко-Католицької Церкви (напр.: «Берестейські читання» 2–6 жовтня 1995 року, «Східні католицькі церкви в Європі у ХХ столітті» 22–24 жовтня 1998 року). Брав участь в опрацюванні законодавства Василіянського Чину на різних його етапах (по-соборовому, після виходу Кодексу Канонів Східних Церков, новітнього василіянського «Статуту», потвердженого в 2009 році). Значний внесок о. Підручного також у перекладах деяких частин василіянського «Молитвослова» та в його виданні (з 25 серпня 1988 до 18 серпня 1989 року перебував у Канаді, де під його наглядом у василіянській друкарні в Торонто друкувався «Молитвослов»).
В 2001—2007 роках був радником Конгрегації в справах святих і брав участь у дослідженні близько двадцяти процесів слуг і слугинь Божих, в тому числі новомучеників, проголошених Папою Іваном Павлом ІІ 27 червня 2001 року у Львові та священномученика Павла Ґойдича (беатифікований 4 листопада 2001 року в Римі).

### Душпастирська праця
В другій половині 1990-х роках коли виникла потреба відчинити двері василіянського монастирського храму в Римі (народна назва «церква на Пірамідах») для розгублених в чужині українських заробітчан, о. Порфирій із неабияким запалом взявся до їх згуртування. Понад 15 років він є настоятелем монастирського храму і відповідальним за організацію душпастирського служіння для прихожан.
У 2007 році від Міжнародної Академії Рейтингових технологій і соціології «Золота Фортуна» о. Порфирія Підручного, ЧСВВ було нагороджено премією «Roma, Kiev: un patto per conoscersi»:
|  | задля його особливої посвяти у виконуванні доручених йому обов’язків навіть у моментах його недуги і фізичного терпіння. Отець Порфирій Підручний має заслугу за те, що послужив громадянам України в Італії, незалежно як католикам так і православним, виявляючи велике християнське, але також і патріотичне та національно-українське відчуття. Співпрацює з Українською владою в Римській Міськраді для здійснення програм інтегрування між українцями та італійцями. Дбає про добрі відносини між Італією та Україною. |

Нагороду о. Порфирій отримав 5 листопада 2007 року з рук мера Рима Вальтера Вельтроні.
З січня 2025 року отець Порфирій Підручний проживає в монастирі святого Йосифа у Брюховичах біля Львова.

## Творчий доробок
Отець Порфирій Підручний публікував свої статті в таких виданнях: «Цвіркун», «Праця», «Записки ЧСВВ», «Василіянський Вісник», «До Світла», «Вісник НТШ», «Світло», «L'est europeen».

### Наукові публікації
- «Pietro Arcudio — Promotore dell'Unione» // Записки ЧСВВ, Секція ІІ. — Vol. VIII. — Romae 1973. — P. 254—277
- «В ім'я cв. Йосафата, в його честь і пам'ять» // Записки ЧСВВ, Секція ІІ. — Vol. VIII. — Romae 1973. — С. 294—300
- «Два програмові писання Рутського: „Discursus“ і „Programma Unionis“» // Записки ЧСВВ, Секція ІІ. — Vol. IX. — Romae 1974. — С. 24—47
- «Генеральна Курія ЧСВВ в Римі» // Записки ЧСВВ, Секція ІІ. — Vol. XI. — Roma 1982. — С. 323—337; ця стаття теж в: «Нарис історії Василіянського Чину Святого Йосафата», Записки ЧСВВ, Секція І, том 48, Рим, Видавництво ОО. Василіян, 1992, С. 575—589
- «Documenti riguardanti l'inizio della riforma Basiliana in Galizia (1880—1882)» // Записки ЧСВВ, Секція ІІ. — Vol. XI. — Romae 1982. — P. 353—403
- «Декрети оснування Провінцій і Віцепровінцій ЧСВВ (1931—1948)» // Записки ЧСВВ, Секція ІІ. — Vol. XI. — Romae 1982. — С. 404—428
- «Relazioni dei Gesuiti sulla Riforma Basiliana di Dobromyl’ (1882—1904)» // Записки ЧСВВ, Секція ІІ. — Vol. XII. — Romae 1985. — P. 210—254
- «Василіянський Чин від Берестейського З'єднання (1596) до 1743 року» // Записки ЧСВВ, Секція ІІ. — Vol. XIII. — Romae 1988. — С. 92-182; ця стаття теж в: «Нарис історії Василіянського Чину Святого Йосафата», Записки ЧСВВ, Секція І, том 48, Рим, Видавництво ОО. Василіян, 1992, С. 96—182
- «Il „Diario“ del Capitolo Basiliano di Dubno (1743) scritto da mons. Giorgio Lascaris (Sull'unione dei Basiliani in un'Ordine)» // Записки ЧСВВ, Секція ІІ. — Vol. XIV. — Romae 1992. — P. 171—226
- «Початки Василіанського Чину і Берестейська Унія» // Берестейська Унія та внутрішнє життя Церкви в XVII столітті, Матеріали Четвертих «Берестейських читань» Львів, Луцьк, Київ, 2-6 жовтня 1995 р. // ред. Борис Ґудзяк, співред. Олег Турій. — Львів: Інститут Історії Церкви Львівської Богословської Академії, 1997. — С. 79—101 (дискусії — С. 101—124)
- «Gli archivi dell'Ordine basiliano di San Giosafat e della Chiesa greco-cattolica bielorussa e ucraina» // Fede e martirio. Le Chiese orientali cattoliche nell'Europa del Novecento, Atti del Convegno di storia ecclesiastica contemporanea (Città del Vaticano, 22-24 ottobre 1998). — Libreria Editrice Vaticana, Congregazione per le Chiese Orientali, 2003. — P. 301—306.
- Підручний П. і П'єтночко Б. Василіянські генеральні капітули від 1617 по 1636 рік.[5] — Записки ЧСВВ, серія ІІ, секція І, том 55. — Рим-Львів, 2017. — 510 с. ISBN 978-966-658-391-1
- о. Порфирій Василь Підручний, ЧСВВ. Історичний нарис законодавства Василіянського Чину Святого Йосафата (1617—2018). — Записки ЧСВВ, серія ІІ, секція І, том 57. — Рим-Львів, 2018. — 392 с.
- Basiliani di San Giosafat a Roma // La Chiesa greco-cattolica ucraina in Italia, a cura di don Agostino Babiak. — Roma 2019. — P. 43-49.

### Співредактор
- «Epistolae Metropolitarum Kioviensium Catholicorum, Theodosii Rostockyj, Heraclii Lisowskyj, Gregorii Kochanowicz, Josaphat Bulhak, 1788—1838», Записки ЧСВВ, Секція III. — vol. IX. — Romae 1971. — X+479 (+1) p.
- «Litterae Episcoporum Historiam Ucrainae Illustrantes (1600—1900)», Записки ЧСВВ, Секція III. — vol. II: 1641—1664. — Romae 1973. — XII+387 p.
- «Litterae Episcoporum Historiam Ucrainae Illustrantes (1600—1900)», Записки ЧСВВ, Секція III. — vol. III: 1665—1690. — Romae 1974. — XII+357 p.
- «Litterae Episcoporum Historiam Ucrainae Illustrantes (1600—1900)», Записки ЧСВВ, Секція III. — vol. IV: 1691—1710. — Romae 1976. — XV+347 p.
- «Litterae Nuntiorum Apostolicorum Historiam Ucrainae Illustrantes (1550—1850)», Записки ЧСВВ, Секція III. — vol. XIV: 1684—1693. — Romae 1977. — XII+287 p.
- «Litterae Basilianorum in Terris Ucrainae et Bielarusjae», Записки ЧСВВ, Секція III. — vol. I: 1601—1730. — Romae 1979. — X+369 p.
- «Litterae Basilianorum in Terris Ucrainae et Bielarusjae», Записки ЧСВВ, Секція III. — vol. II: 1731—1760. — Romae 1979. — XI+375 p.
- «Litterae Episcoporum Historiam Ucrainae Illustrantes (1600—1900)», Записки ЧСВВ, Секція III. — vol. V: 1711—1740. — Romae 1981. — XXXIV+375+(1) p.